# 淡海軽軌
淡海軽軌（たんかいけいき、繁体字中国語: 淡海輕軌）または淡海LRT、淡海ライトレール（英語: Danhai Light Rail）とは、台湾新北市淡水区の淡水区市街地と淡海ニュータウンを結ぶ新北捷運の路線。総延長は2路線で13.99km。台湾では高雄捷運環状軽軌に次いで2番目のライトレール路線。2018年12月に新北捷運最初の路線となる緑山線が全線開業した。

## 概要
新北市政府捷運工程局が整備主体となり、第1段階区間9.55kmが事業費153億台湾ドルをかけて建設されている。事業費負担内訳は内政部営建署が70億9000万元、新北市が65億4500万元、中央政府が16億7000万元となる。中鋼集団コンソーシアムが土木工程を、台湾車輌が車輌製造を担い、完工後も3年間は中国鋼鉄傘下の高雄捷運公司が運営を行う、初の「国車国造（国内車両の国内業者による製造）」のライトレールとなる。浜海沙崙駅西側など一部区間では無架線走行を行う(p6-29)。

## 沿革

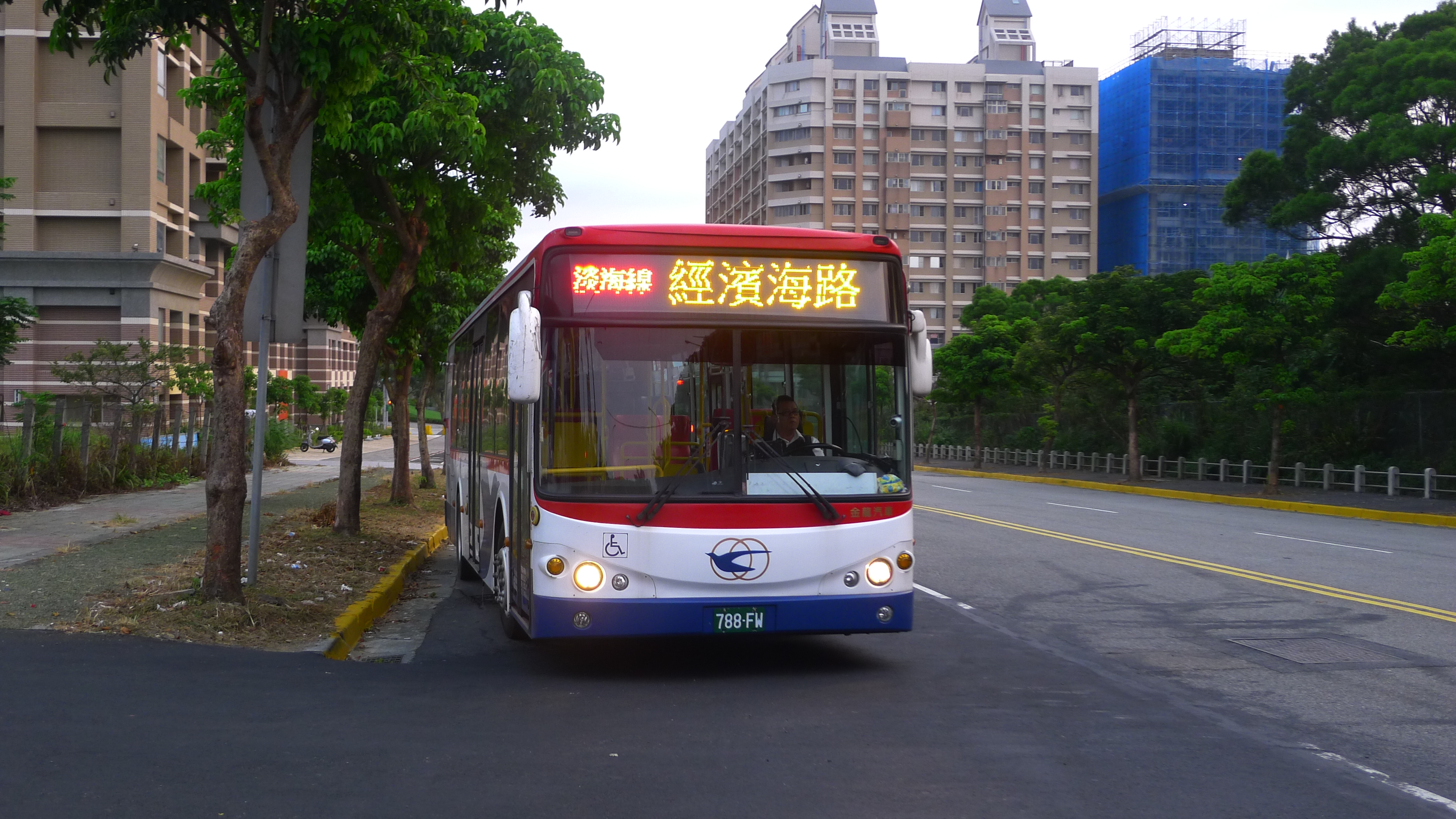
淡水客運運行の先導バス

- 新北市交通局捷運工程處が台北捷運淡海線を計画
- 2006年 - 内政部営建署により緑山線および藍海線漁人碼頭区間の2路線優先着工を決定。
- 2012年
  - 11月16日 - 環保署環評審査委員会が淡海ライトレール案を条件付きで通過。
  - 12月24日：淡海ライトレール区間先行バス（淡水客運（中国語版）983路）運行開始。
- 2013年
  - 1月8日 - 行政院経済建設委員会が総合計画案を可決。[5]
- 2014年
  - 7月14日 - 八里延伸線のフィジビリティスタディ（F/S）着手[6]
  - 8月18日 - 第1期区間（G1～G8/B6～B8）起工。
  - 9月3日 起工式典[7][8]
  - 12月5日 - 中鋼グループおよびその子会社の聯鋼營造(連鋼営造/ユナイテッド・スチール)のJVが新北市政府から総工費115.13億台湾ドルの第1期ライトレール事業を受注。コンソーシアムは中鋼グループを中心に車輌メーカーに台湾車輌、ゼネコンの中鼎工程、車輌設計はドイツのフォイト社、信号システムはフランスのタレス社からなり、開業後は高雄捷運公司が3年間の運営を担う。[9]
- 2016年
  - 5月13日 - 先行開業区間の駅名確定[10]
  - 10月6日 - 藍海線沙崙 - 台北海洋学院間の経路上にある清仏戦争時代の古跡の取り扱いについて、当路線を高架式に変更する案が新北市都市計画委員会の審議を通過[11]。
  - 10月12日 - 淡水区浜海路一段付近の工事現場でクレーンによる吊上げ架設中に高さ3メートルの位置からコンクリート製橋桁（全長約35メートル、全幅4.2メートル、全高2メートル、総重量180トン）が落下、作業員1名が負傷した[12][13]。
  - 10月27日 - 紅樹林駅付近の工事現場でクレーン車が倒れ道路を塞ぐ事故。負傷者なし[14]。
  - 11月16日 - 第1編成の車両落成[15][16][17]。
  - 12月24日 - 新北市内で静態試運転開始[18]。
  - 12月27日 - 淡海新市鎮駅で車両が一般公開される[19]。
- 2017年
  - 11月30日 - （緑山線）高架橋の橋桁が連結され、土木工程が事実上完工[20]。
- 2018年
  - 11月11日 - （緑山線）新北市政府による初回監査が行われ、条件付きで通過[21]。
  - 12月10日 - （緑山線）交通部による最終監査。開業前の要改善事項数項目を指摘されるも条件付きで通過[22]。
  - 12月23日 - （緑山線）淡水行政中心駅で開業式典[23]。
  - 12月24日 - （緑山線）開業[23]。
- 2019年
  - 2月1日 - 有料化とともに各種IC乗車カード導入、運行時間帯を6～24時に拡大[24]。
  - 12月11日 - （八里線）交通部がF/S承認[25]。
  - 年末 - 藍海線1期完工、淡海機廠完工予定[26]。
- 2020年
  - 2月 - （藍海線1期）試運転開始[27]
  - 6月18日 - （藍海線1期）監査申請前の必須項目である連続7日間の可用性試験99%を達成[28]
  - 8月30日 - （藍海線1期）市政府による初回監査[29]。
  - 10月16日 - （藍海線1期）交通部による最終監査[30]
  - 11月4日 - （藍海線1期）交通部が開業許可。同時に15日開業を宣布[31]。
  - 11月15日 - （藍海線1期）プレ開業、緑山線紅樹林方面との直通運転を開始（10時式典、14時運行開始。藍海線部分は無料）[32]。
  - 12月15日 - （藍海線1期）正式開業、有料化[32]。

### 進捗状況
| 路線       | 区間                        | 距離 | F/S   | F/S   | F/S            | F/S            | F/S            | 総合計画 | 総合計画             | 総合計画       | 総合計画       | 総合計画       | 総合計画       | 入札  | 入札  | 起 工 | 完 工 | 試 運 転 | 市 政 府 承 認 | 交 通 部 承 認 | 開業 (予定)     |
| 路線       | 区間                        | 距離 | 着 手 | 提 出 | 交 通 部 承 認 | 国 発 会 承 認 | 行 政 院 承 認 | 着 手    | 環 境 ア セ ス 提 出 | 環 保 署 承 認 | 交 通 部 承 認 | 国 発 会 承 認 | 行 政 院 承 認 | 公 示 | 落 札 | 起 工 | 完 工 | 試 運 転 | 市 政 府 承 認 | 交 通 部 承 認 | 開業 (予定)     |
| ---------- | --------------------------- | ---- | ----- | ----- | -------------- | -------------- | -------------- | -------- | -------------------- | -------------- | -------------- | -------------- | -------------- | ----- | ----- | ----- | ----- | -------- | -------------- | -------------- | --------------- |
| 緑山線     | 紅樹林駅 - 崁頂駅           | 7.34 | ○     | ○     | ○              | ○              | ○              | ○        | ○                    | ○              | ○              | ○              | ○              | ○     | ○     | ○     | ○     | ○        | ○              | ○              | ●2018年12月24日 |
| 三芝延伸線 | 崁頂駅 - 聖約翰科技大学駅   | -    | ●     |       |                |                |                |          |                      |                |                |                |                |       |       |       |       |          |                |                |                 |
| 藍海線     | 浜海沙崙駅 - 淡水漁人碼頭駅 | 2.21 | ○     | ○     | ○              | ○              | ○              | ○        | ○                    | ○              | ○              | ○              | ○              | ○     | ○     | ○     | ○     | ○        | ○              | ●              | 2020年11月15日  |
| 藍海線     | 淡水漁人碼頭駅 - 淡水駅     | 4.4  | ○     | ○     | ○              | ○              | ○              | ●        |                      |                |                |                |                |       |       |       |       |          |                |                | （2024年）      |
| 八里延伸線 | 淡水魚人碼頭駅 - 八里駅     | 5.14 | ○     | ○     | ●              |                |                |          |                      |                |                |                |                |       |       |       |       |          |                |                |                 |

## 運賃

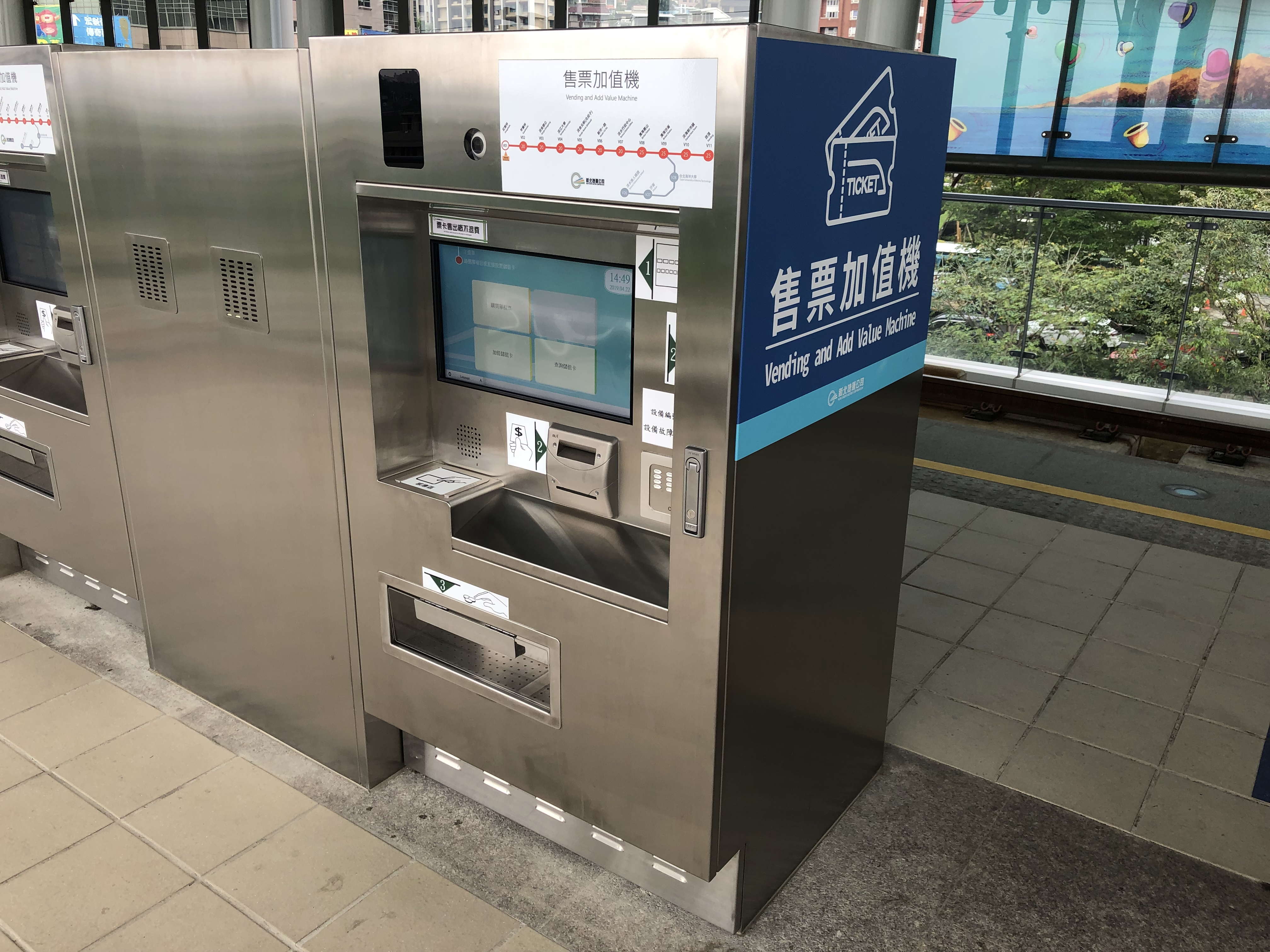
券売機（紅樹林駅）

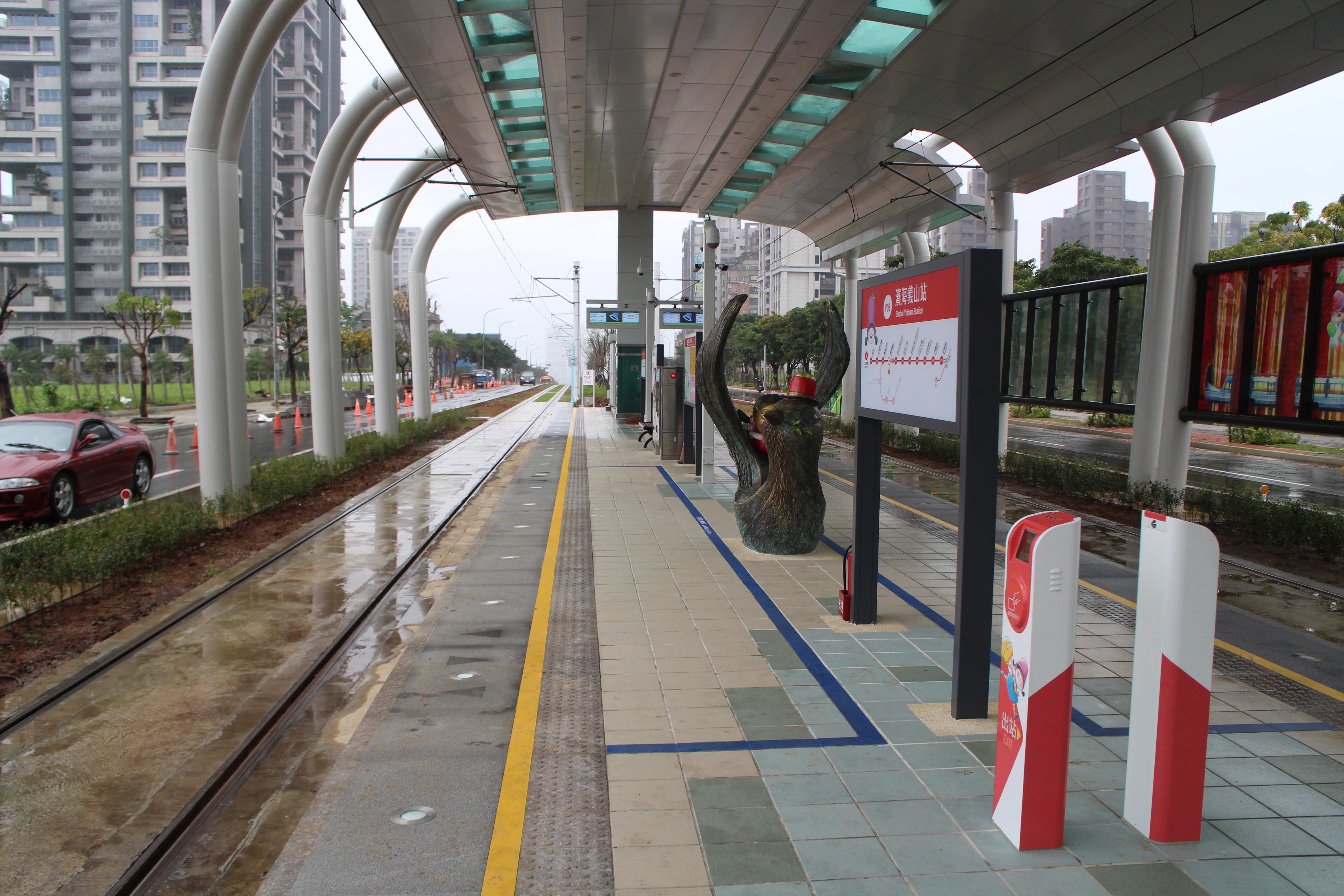
ホームの簡易改札機（浜海義山駅）

2018年11月27日に緑山線の運賃が公表され、現金で20-25ニュー台湾ドルと決定された。開業から約1ヶ月間は無料。台北捷運とは通算されないが、台北聯營公車とともにIC利用時に限り乗継割引（最大8元割引）が適用される（割引額や適用方式は従来の台北捷運によるものと同じで、後から乗ったものに対し割引額が差し引かれる）ほか、台北都市圏で発売されている1,280元定額定期乗車券の対象路線に含まれる。2月1日より有料化とともに悠遊卡、一卡通、愛金卡が利用可能となった。ただし4月末までの3か月間は普通運賃が一律5元割引となる。高雄ライトレールと同様の信用乗車方式であり、ICカードは入出場時に簡易改札機にタッチし、ICカードを所持していない時は、券売機で紙の乗車券を購入して乗車することになる。ICカードは乗車駅での簡易改札機による入場処理後は1時間以内に下車駅での出場処理を終える必要がある。また、紙の乗車券は発売後1時間の有効時間がある。また、同日より紅樹林駅で発売当日のみ有効の1日乗車券を販売する（50元。割引期間内は40元）。

### 線内運賃
| 紅樹林 |        |          |          |          |          |              |              |              |              |              |              |              |              |
| 20     | 竿蓁林 | 竿蓁林   | 竿蓁林   | 竿蓁林   | 竿蓁林   | 竿蓁林       | 竿蓁林       | 竿蓁林       | 竿蓁林       | 竿蓁林       | 竿蓁林       | 竿蓁林       | 竿蓁林       |
| 20     | 20     | 淡金鄧公 | 淡金鄧公 | 淡金鄧公 | 淡金鄧公 | 淡金鄧公     | 淡金鄧公     | 淡金鄧公     | 淡金鄧公     | 淡金鄧公     | 淡金鄧公     | 淡金鄧公     | 淡金鄧公     |
| 20     | 20     | 20       | 淡江大学 | 淡江大学 | 淡江大学 | 淡江大学     | 淡江大学     | 淡江大学     | 淡江大学     | 淡江大学     | 淡江大学     | 淡江大学     | 淡江大学     |
| 20     | 20     | 20       | 20       | 淡金北新 | 淡金北新 | 淡金北新     | 淡金北新     | 淡金北新     | 淡金北新     | 淡金北新     | 淡金北新     | 淡金北新     | 淡金北新     |
| 20     | 20     | 20       | 20       | 20       | 新市一路 | 新市一路     | 新市一路     | 新市一路     | 新市一路     | 新市一路     | 新市一路     | 新市一路     | 新市一路     |
| 20     | 20     | 20       | 20       | 20       | 20       | 淡水行政中心 | 淡水行政中心 | 淡水行政中心 | 淡水行政中心 | 淡水行政中心 | 淡水行政中心 | 淡水行政中心 | 淡水行政中心 |
| 25     | 20     | 20       | 20       | 20       | 20       | 20           | 浜海義山     | 浜海義山     | 浜海義山     | 浜海義山     | 浜海義山     | 浜海義山     | 浜海義山     |
| 25     | 25     | 20       | 20       | 20       | 20       | 20           | 20           | 浜海沙崙     | 浜海沙崙     | 浜海沙崙     | 浜海沙崙     | 浜海沙崙     | 浜海沙崙     |
| 25     | 25     | 20       | 20       | 20       | 20       | 20           | 20           | 20           | 淡海新市鎮   | 淡海新市鎮   | 淡海新市鎮   | 淡海新市鎮   | 淡海新市鎮   |
| 25     | 25     | 25       | 20       | 20       | 20       | 20           | 20           | 20           | 20           | 崁頂         | 崁頂         | 崁頂         | 崁頂         |
| 25     | 25     | 20       | 20       | 20       | 20       | 20           | 20           | 20           | 20           | 20           | 台北海洋大学 | 台北海洋大学 | 台北海洋大学 |
| 25     | 25     | 25       | 20       | 20       | 20       | 20           | 20           | 20           | 20           | 20           | 20           | 沙崙         | 沙崙         |
| 30     | 25     | 25       | 25       | 25       | 20       | 20           | 20           | 20           | 20           | 20           | 20           | 20           | 淡水漁人碼頭 |

### 自転車
2019年3月4日より自転車の車内搭載が可能となった。片道50元（4月末までの約2か月は40元）。2号車と4号車に最大4台固定できる。車両のみの運送は不可で旅客と同時に携行しなければならない。

## 運行
緑山線開業時は6:30～22:00、19年2月の有料化とともに6:00-24:00に拡大し、終日毎時概ね4本の15分間隔で運行されている（平日早朝一部時間帯のみ12分間隔）。2019年1月に8編成目の列車が納入され、各種検査や試運転を終えると営業運転に投入され、10-12分毎への増便が可能となる。2019年7月1日より10編成目の列車が投入され、日中および平日朝の通勤時間帯が増便された。9月1日からは12分間隔での運行時間帯を平日日中から夕方時間帯に繰り下げ、夕方に増便された。

### 2020年11月15日以降
2系統の重なる紅樹林から浜海沙崙までは毎時8-10本が運転される。
紅樹林基準
- 平日6-8時台は両路線それぞれ12分間隔（全体で5-7分毎）
- それ以降および休日は23時台までは同15分間隔（全体で7-8分毎）
- 24時台に各系統1本ずつ

崁頂基準
- 平日8:30まで12分間隔、それ以降と休日は24時まで15分間隔

淡水漁人碼頭基準
- 平日8:30台まで12分間隔、それ以降および休日は23時台まで15分間隔、24時台に1本

### 2020年11月14日まで
2020年1月1日に実施された時刻改正では上下合わせて週42本が増便され、概ね以下のようになっている。
平日朝
紅樹林駅基準で6時台5本・7-8時台に毎時6-7本に、崁頂駅基準で6時台6本（9-12分間隔）・7時台8本（6-9分間隔）
午前
概ね15分間隔
午後
- 平日：紅樹林基準で16-21時台、崁頂基準で15-20時台を毎時5本（同）[43]
- 休日：紅樹林駅基準で13-19時台を毎時5本（12分間隔）、崁頂駅基準で12-18時台に毎時5本（同）[43]

その他時間帯
概ね15分間隔

### 将来
藍海線1期開業後の計画では現行の崁頂方面（緑1系統）以外に、紅樹林から浜海義山まで緑山線に乗り入れ淡水漁人碼頭まで直通する緑2系統が追加され(p7-47)、
藍海線2期開業時は淡水駅と漁人碼頭間の藍線系統が追加された3系統となる計画(p7-48～7-52)。すなわち藍海線を全区間通しで運行する列車は運行されない(p10)。

## 車両
| 内装 |  | 内装 |
| 内装 |  |      |

淡海輕軌はライトレールとしては初の国産車輌で、台湾車輌とドイツのフォイト（Voith Engineering Services）社による共同設計で高雄環状軽軌と同じく1編成5両の低床車両
。定員は265人とされている（うち座席65人）軌間1435ミリで直流750Vだが、給電方式は高雄ライトレールと同じく架線と蓄電池を併用する。最高速度は時速70キロ。
2015年2月25日から3月10日に新北市政府によるオンライン投票活動で三案の外観テーマが提示され、第一案は「智多星/Sage」、第二案は「行武者/Warrior」、第三案は「海精霊/Elf」。オンライン以外でも淡水駅と紅樹林駅利用者の投票と淡水区住民による実際の投票活動がなされた。ネット、駅利用者、住民の投票内訳はそれぞれ30%、30%、40%で、第二案が最優秀デザインに選ばれた。

## パブリックアート
緑山線
2018年に開通した緑山線では台湾の絵本作家幾米が担当している。
藍海線1期
2020年開通の区間は清仏戦争でフランス軍を撃退した滬尾攻防戦がテーマに採用されている。

## 駅一覧
全ての駅は新北市域内に計画されている。
本線2路線と計画延伸線2路線を有し、山と海をテーマに緑山線、藍海線とされている。車両基地（淡海機廠）は約6ヘクタールの用地が淡海新市鎮の第一期第一開発区北側に設けられる。ニュータウンである新市鎮の周辺アクセス改善淡水区市街地の回遊性向上と渋滞解消が急務であり、沙崙文化創意園区の開業や、漁人碼頭の観光需要を考慮し、緑山線と一部区間の藍海線が第1段階路線として優先着工される。
第2段階路線（淡水駅～淡水漁人碼頭駅）は漁人碼頭から紅毛城に延伸。紅毛城から淡水駅区間は前述の3案のルート・方式を住民公聴会を参照後に評価を行う。

延伸構想は途中の淡水漁人碼頭駅から建設中の淡江大橋を経て八里区に至る八里線と淡海新市鎮から後期開発区方面への2線を保留している。
ラインカラーと駅番号は当初は緑山線がライトグリーンでG、藍海線がライトブルーでBだったが、台北捷運の松山新店線や板南線との重複を避けるため、2018年に接続する台北捷運淡水信義線の赤を連想させる朱色（バーミリオンオレンジ）をラインカラーへ、駅番号の頭文字は「Vermilion」のVへ変更された。

### 緑山線
緑山線（りょくさんせん）は台北捷運淡水線紅樹林駅から中正東路沿い、淡金路を北へ，濱海路を西方に進み、沙崙路で再度北進し淡海ニュータウン第一期第一開発区の北端に至る。淡金公路区間は高架方式、淡海新市鎮区域では地上に建設される。路線長は約7.34キロ、高架7駅と地上4駅が設置される。緑山線の大半が高架区間となっているのは、並行する台2線を併用軌道にした場合、北方約30kmに位置する台湾第一原子力発電所（石門区）の事故発生時に避難経路として指定されており、平面交差による車線減少がもたらすこの区間の道路交通の逼迫を避けたためとされている。高架駅には歩行者信号（小緑人）つきの踏切が設置され、反対側のホームに渡ることができる(p7-9)。
| 駅番号 | 駅名                | 駅名                | 駅名                     | 駅間 キロ | 累計 キロ (p7-5) | 接続路線                      | 所在地   | 所在地                           |
| 駅番号 | 日本語              | 繁体字中国語        | 英語                     | 駅間 キロ | 累計 キロ (p7-5) | 接続路線                      | 所在地   | 所在地                           |
| ------ | ------------------- | ------------------- | ------------------------ | --------- | ---------------- | ----------------------------- | -------- | -------------------------------- |
| V01    | 紅樹林駅            | 紅樹林站            | Hongshulin               | 0.00      | (0.035)          | 台北捷運:淡水信義線（淡水線） | 淡 水 区 | 中正東路二段と八勢路の交差点     |
| V02    | 竿蓁林駅            | 竿蓁林站            | Ganzhenlin               | 0.840     | 0.875            |                               | 淡 水 区 | 淡金路と坪頂路の交差点北         |
| V03    | 淡金鄧公駅          | 淡金鄧公站          | Danjin Denggong          | 0.945     | 1.820            |                               | 淡 水 区 | 淡金路と鄧公路の交差点、国泰橋下 |
| V04    | 淡江大学駅          | 淡江大學站          | Tamkang University       | 0.960     | 2.780            |                               | 淡 水 区 | 淡金路と水源街の交差点北         |
| V05    | 淡金北新駅 (北投子) | 淡金北新站 (北投子) | Danjin Beixin (Beitouzi) | 0.600     | 3.380            |                               | 淡 水 区 | 淡金路と北新路の交差点北         |
| V06    | 新市一路駅          | 新市一路站          | Xinshi 1st Rd.           | 0.505     | 3.885            |                               | 淡 水 区 | 淡金路と新市一路の交差点北       |
| V07    | 淡水行政中心駅      | 淡水行政中心站      | Tamsui District Office   | 0.705     | 4.590            |                               | 淡 水 区 | 中山北路と濱海路の交差点東       |
| V08    | 浜海義山駅          | 濱海義山站          | Binhai Yishan            | 0.870     | 5.460            |                               | 淡 水 区 | 濱海路と義山路の交差点西         |
| V09    | 浜海沙崙駅          | 濱海沙崙站          | Binhai Shalun            | 0.570     | 6.020            | ■ 藍海線                      | 淡 水 区 | 沙崙路と濱海路の交差点東         |
| V10    | 淡海新市鎮駅        | 淡海新市鎮站        | Danhai New Town          | 0.795     | 6.815            |                               | 淡 水 区 | 沙崙路と新市三路の交差点南       |
| V11    | 崁頂駅              | 崁頂站              | Kanding                  | 0.500     | 7.315            | ■ 三芝延伸線                  | 淡 水 区 | 沙崙路と新市六路の交差点南       |

### 藍海線
藍海線（らんかいせん）は台北捷運淡水駅から省道台2乙線沿いに布設方面に西進し、紅毛城、古蹟園区、淡水漁人碼頭、沙崙文化創意園区を経て11号計画道路から新市鎮沙崙路に至り、浜海沙崙で緑山線と接続する。路線名については、行政府の事業としては浜海沙崙以北と車両基地（淡海機廠）までが含まれているが、旅客案内上は浜海沙崙以西淡水駅までとなる。

#### 2期
第2期となる紅毛城から淡水駅の区間で中山路と淡水老街に地上単線をそれぞれ敷設する案と中山路を単線高架または複線高架方式で敷設する案がある。
三案とも住民公聴会後に再選考となる。路線長は約6.56キロで、緑山線との共用軌道部分は約1.21キロ（緑山線との共用部であるV09、V10、V11の3駅は含まず）。地上に9駅が設置される。

第一期優先着工路線（緑山線、藍海線一期）の着工確定後も藍海線第二期区間は3年以上未着手であるが、これは経路に重要湿地があり、着工前に水域の一次生態調査と所轄官庁との事前文化財調査などの環境アセスメントを重ねているためである。
2019年8月、2期区間を全線地上併用軌道とする案が公聴会で示された。海側の中正路は道幅が12メートルと狭く、完全な併用軌道となるC型路権が(p12、30-31)、山側の中山路と文化路は鉄道側に優先権のあるB型路権の採用を予定している(p12、23-24)。淡水老街などの美観地区に配慮し、無架線区間となる。2020年着工、2024年完工を目指しているが、狭小な中正路を単線とはいえLRTが走行することについてはなお否定的な住民がいるため、市長の侯友宜は公聴会で引き続き理解を求めていく、としている。
2020年3月の公聴会では反対の多い中正路の淡水老街を避け、淡水河河岸の遊歩道（環河道路）を経由する案（淡水駅をMRT駅西方に、V22駅を観潮広場に変更）が盛り込まれ、交通部に修正案として提出された。
| 段階                                                                           | 駅番号 | 日本語駅名     | 繁体字 中国語駅名 | 英語駅名                              | 接続路線                      | 所在地   | 所在地                                                   |
| ------------------------------------------------------------------------------ | ------ | -------------- | ----------------- | ------------------------------------- | ----------------------------- | -------- | -------------------------------------------------------- |
| 藍海線 乗り換え駅以外の駅名(V22-V25)は未確定で斜字の中・英文駅名はすべて仮称。 |        |                |                   |                                       |                               |          |                                                          |
| 第二段階区間                                                                   | V21    | 淡水駅         | 淡水站            | Tamsui                                | 台北捷運:淡水信義線（淡水線） | 淡 水 区 | 紅線淡水駅に隣接                                         |
| 第二段階区間                                                                   | V22    | 馬偕街駅       | 馬偕街站          | Mackay Street                         |                               | 淡 水 区 | 観潮広場（中山路/文化路（台2乙線）と馬偕街の交差点付近） |
| 第二段階区間                                                                   | V23    | 紅毛城駅       | 紅毛城站          | Fort Santo Domingo                    |                               | 淡 水 区 | 紅毛城バス停前                                           |
| 第二段階区間                                                                   | V24    | 滬尾砲台駅     | 滬尾砲台站        | Hobe Fort                             |                               | 淡 水 区 | 中正路一段と中正路一段6巷の交差点                        |
| 第二段階区間                                                                   | V25    | 油車口駅       | 油車口站          | Youchekou                             |                               | 淡 水 区 | 中正路一段と中正路一段63巷の交差点                       |
| 第一段階区間                                                                   | V26    | 淡水漁人碼頭駅 | 淡水漁人碼頭站    | Tamsui Fisherman's Wharf              | ■ 八里線                      | 淡 水 区 | 中正路二段51巷 （漁人碼頭付近）                          |
| 第一段階区間                                                                   | V27    | 沙崙駅         | 沙崙站            | Shalun                                |                               | 淡 水 区 | 中正路二段と観海路の交差点付近                           |
| 第一段階区間                                                                   | V28    | 台北海洋大学駅 | 台北海洋大學站    | Taipei College of Maritime Technology |                               | 淡 水 区 | 濱海路三段と新民街一段の交差点                           |
| ↓緑山線直通↓                                                                   |        |                |                   |                                       |                               |          |                                                          |

### 八里延伸線

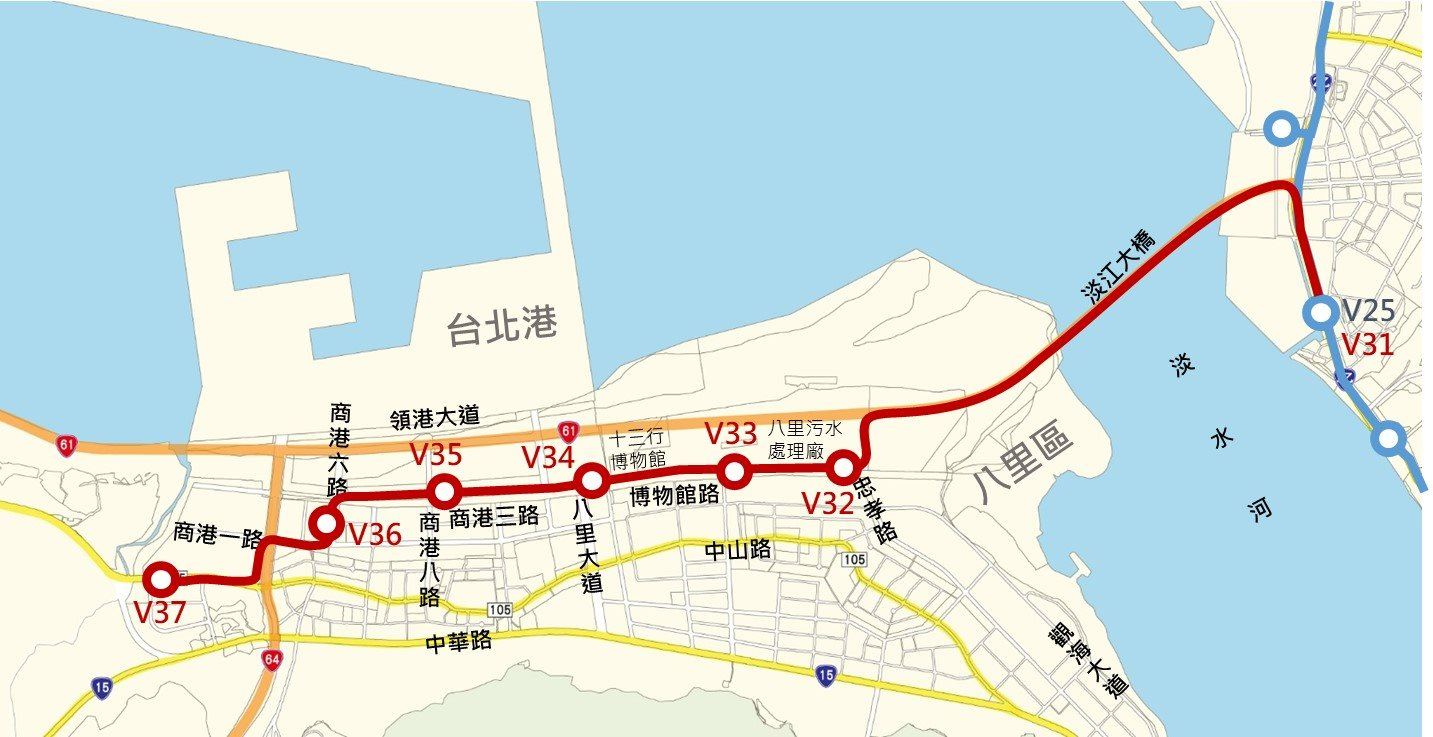
八里軽軌路線図

藍海線を八里区に延伸する支線で、「八里軽軌」とも。淡水漁人碼頭駅から淡水河を建設中の淡江大橋で渡河して対岸の博物館路に移り、十三行博物館を経て台北港特定区計画緑地帯を通り商港路の東側に至る5.6kmの路線。当初は3駅を設置する計画だったが、八里区内での増設要望を反映し、7駅を予定している。車両基地は淡海機廠を共用。
| 駅番号                            | 駅名           | 駅名           | 駅名                              | 接続路線 | 所在地 | 所在地                          |
| 駅番号                            | 日本語         | 繁体字中国語   | 英語                              | 接続路線 | 所在地 | 所在地                          |
| --------------------------------- | -------------- | -------------- | --------------------------------- | -------- | ------ | ------------------------------- |
| 八里線 中・英文駅名はすべて仮称。 |                |                |                                   |          |        |                                 |
| V26                               | 淡水漁人碼頭駅 | 淡水漁人碼頭站 | Tamsui Fisherman's Wharf          | ■ 藍海線 | 淡水区 | 中正路二段51巷 （漁人碼頭付近） |
| 淡江大橋                          |                |                |                                   |          |        |                                 |
| V36                               | 文化公園駅     | 文化公園站     | Cultural Park                     |          | 八里区 | 博物館路と忠孝路交差点西側      |
| V35                               | 八里工業駅     | 八里工業站     | Bali Industrial Park              |          | 八里区 | 博物館路と文昌路交差点          |
| V34                               | 十三行博物館駅 | 十三行博物館站 | Shihsanhang Museum of Archaeology |          | 八里区 | 博物館路と博物館路202巷の交差点 |
| V33                               | 商港公園駅     | 商港公園站     | Shanggang Park                    |          | 八里区 | 商港三路と商港八路の交差点      |
| V32                               | 八里駅         | 八里站         | Bali                              |          | 八里区 | 商港六路と商港一路の交差点      |
| V31                               | 訊塘埔駅       | 訊塘埔站       | Xuntangpu                         |          | 八里区 | 商港一路西側                    |

### 三芝延伸線
緑山線の崁頂駅から整備中の沙崙路に沿って聖約翰科技大学に至る支線。
| 駅番号                                | 駅名         | 駅名         | 駅名                  | 接続路線          | 所在地 | 所在地 |
| 駅番号                                | 日本語       | 繁体字中国語 | 英語                  | 接続路線          | 所在地 | 所在地 |
| ------------------------------------- | ------------ | ------------ | --------------------- | ----------------- | ------ | ------ |
| 三芝延伸線 中・英文駅名はすべて仮称。 |              |              |                       |                   |        |        |
| V11                                   | 崁頂駅       | 崁頂站       | Kanding               | ■ 藍海線 ■ 緑山線 | 淡水区 |        |
|                                       | 下圭柔山駅   | 下圭柔山站   | Xiaguiroushan         |                   | 淡水区 |        |
|                                       | 前洲子駅     | 前洲子站     | Qianzhozi             |                   | 淡水区 |        |
|                                       | 聖約翰科大駅 | 聖約翰科大站 | St. John's University |                   | 淡水区 |        |